# Campana (Argentina)
Campana es una ciudad argentina, cabecera del partido homónimo, situada al nordeste de la provincia de Buenos Aires y en el límite septentrional del Gran Buenos Aires. Se trata de una ciudad netamente industrial ubicada a orillas del río Paraná de las Palmas y sobre la intersección de la Ruta Nacional 9 y la Ruta Provincial 6. Es conocida como la «cuna del primer automóvil de origen argentino».

## Geografía
Adyacente a la autopista Buenos Aires - Rosario - Córdoba RN 9, sobre la red troncal del Ferrocarril General Bartolomé Mitre. La ciudad se ubica a 75 km de la ciudad de Buenos Aires, limita al norte con el río Paraná de las Palmas, al sur con el Partido de Exaltación de La Cruz, al este con los partidos de Pilar y Escobar y al oeste con el Partido de Zárate. La autopista panamericana la une también con el centro y norte de la Argentina.
La ciudad de Campana se asienta sobre el margen derecho del Río Paraná de las Palmas, vinculándose por esta vía con Buenos Aires, Rosario y todo el litoral argentino. El Puerto de Campana se conforma por una serie de muelles y terminales independientes, situados todos en el margen derecho del río, aproximadamente en el kilómetro 67. Diversas terminales operan en el puerto, destacándose la terminal de Siderca, la terminal Axion Energy (Esso) y el Muelle de la Provincia, entre otras terminales.
La diversidad de paisajes hacen de Campana un lugar de gran atractivo turístico, ya que posee actividades relacionadas con el río, el agro, la ecología, el deporte y la cultura.
En conjunto con Zárate conforman una importante área industrial de la conurbación megalópolis argentina que se extiende sobre las riberas del Plata - Paraná, entre el Gran La Plata , Gran Buenos Aires y el Gran Rosario.
El trazado de la ciudad se caracteriza por sus diagonales diseñado por el ingeniero Chapeaurouge, teniendo una gran similitud con la ciudad de La Plata (ciudad capital de la provincia de Buenos Aires).

## Demografía
De acuerdo con el censo nacional de 2022, Campana cuenta con un total de 110,126 habitantes (Indec, 2022). lo que representa un incremento del 21,1% frente a los 86,860 habitantes (Indec, 2010) del censo anterior.
| Gráfica de evolución demográfica de Campana entre 1895 y 2022 |
|                                                               |
| Fuentes: INDEC                                                |

Junto con la ciudad de Zárate, forman la aglomeración llamada Zárate - Campana siendo la población total de esta de 185,382 habitantes (Indec, 2010).
Según estimaciones, la ciudad contaba en 2015 con aproximadamente 92 400 habitantes.
La mayoría de la población de la ciudad está compuesta casi en su totalidad por descendientes de italianos y españoles (sobre todo gallegos), aunque también hay otras minorías como alemanes, británicos, franceses, judíos y gitanos. En los últimos años ha habido un leve incremento de población proveniente del Asia oriental, así como de países latinoamericanos como Bolivia, Paraguay y Perú.

## Historia
- 1680, una estancia adquirida por el capitán Luis de Águila, ubicada en la zona de la "Cañada de la Cruz", corresponde al dato más antiguo que se conoce del lugar. La propiedad tuvo varios dueños
- 19 de mayo de 1759, fue comprada por Francisco Álvarez Campana. Desde entonces el lugar se comenzó a llamar "Rincón de Campana"
- 1860 las tierras fueron adquiridas por los hermanos Eduardo Costa y Luis Costa, que edificaron la "Estancia Vieja"
- 18 de abril de 1875, Luis Costa funda el pueblo. Hay un error historiográfico de considerar que el nombre es en homenaje a Joaquín Campana, héroe de la Revolución de mayo.[10]
- 1876, llega el FF.CC, que impulsó el desarrollo de la zona
- 1888, sismo del 5 de junio
- 1925, se construye la nueva estación de ferrocarril.
- 28 de agosto de 1934, explosión de la Compañía Nacional de Petróleo
- 1960, se inaugura la réplica de la Pirámide de mayo en la Plaza Eduardo Costa.

## Intendentes desde 1983
La siguiente es una lista de los intendentes de Campana desde el retorno a la democracia en 1983.
| Intendente                  | Mandato       | Partido                 |
| --------------------------- | ------------- | ----------------------- |
| Calixto Dellepiane          | 1983-1995     | Unión Cívica Radical    |
| Jorge Varela                | 1995-2005     | Partido Justicialista   |
| Adalberto Tonani (Interino) | 2005-2007     | Partido Justicialista   |
| Stella Maris Giroldi        | 2007-2015     | Frente para la Victoria |
| Sebastián Abella            | 2015-presente | Propuesta Republicana   |

- Anexo:Intendentes de Campana

## Religión
La religión predominante es el cristianismo católico, seguida del cristianismo protestante y una pequeña minoría de judíos.

### Catolicismo
Hacia el 1875, la ciudad dependía espiritualmente de la Parroquia de Exaltación de la Cruz, hasta que los hermanos Costa donaron uno de los ocho triángulos de alrededor de la plaza, con la condición de que se edificara una capilla a Santa Florentina, en recuerdo de su madre Florentina Ituarte de Costa. La Diócesis de Zárate-Campana fue erigida por la Bula Papal "Qui divino Concilio", de Pablo VI (21/04/1976), siendo subfraganea de la Arquidiócesis de La Plata. Su primer Obispo fue Alfredo Mario Espósito Castro, CMF. La Curia episcopal tiene asiento en la Ciudad de Campana.

#### Parroquias de la Iglesia católica en Campana
| Diócesis   | Zárate-Campana |
| ---------- | --- |
| Parroquias | Catedral Santa Florentina, Nuestra Señora del Carmen, Nuestra Señora de Luján y Santos Apóstoles Pedro y Pablo, San Vicente de Paul |

## Salud
La ciudad cuenta con el Hospital Municipal San José y las clínicas privadas Delta, U.O.M y Swiss Medical.

## Educación
Campana está consolidado como un polo educativo, siendo sede de la Facultad Regional Delta de la Universidad Tecnológica Nacional, la Universidad Nacional de Luján y dos institutos de nivel terciario, por un lado el Instituto Superior de Formación Docente N° 116, donde se dictan las carreras de Profesor de Biología, Química, Lengua y Literatura, Inglés y Educación Primaria entre otros, por otro lado el Instituto Superior de Formación Docente y Técnica N° 15, donde se dictan los profesorados de Matemáticas, Historia, Geografía, Educación Inicial y Educación especial, entre muchos otros.

## Industria

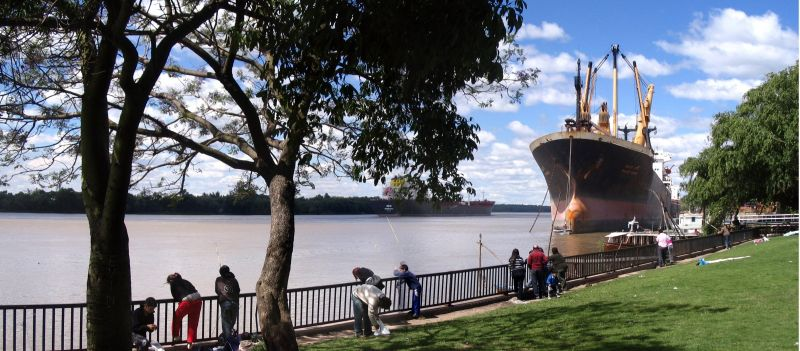
Puerto y Paseo Costanero.

Campana es una ciudad de características eminentemente industriales, sede de variadas e importantes industrias, en varios casos líderes mundiales en sus respectivos rubros. En los últimos años, la pujanza de estas empresas ha hecho alcanzar relevancia y reconocimiento internacional a la ciudad.
Entre las industrias más importantes se encuentra la primera refinería de petróleo instalada en Argentina en 1906, hoy Axion Energy y que fuera hasta 2012 Esso, subsidiaria de ExxonMobil; plantas agroindustriales y complejos siderúrgicos y metalmecánicos; entre estos complejos debe destacarse Tenaris-Siderca, donde se producen los tubos sin soldadura para oleoductos o gasoductos, con destino a la exportación, participando en el 31% del mercado mundial. Otra planta ubicada en las afueras de la ciudad es la planta Cementera Holcin.
En los últimos años hubo nuevas localizaciones industriales entre las que puede destacarse a Toyota localizada en la vecina ciudad de Zárate y Honda inauguró en mayo de 2011 su nueva planta para producir automóviles y motocicletas. Hasta la década de los noventa otro importante predio industrial de esta ciudad fueron los talleres ferroviarios, linderos a la estación ferroviaria Campana. Los mismos fueron y permanecen cerrados, aunque una parte de los mismos fue rescatado por una cooperativa metalúrgica (CO.DE.ME), la fábrica de fertilizante (BUNGE) ex "Petrosur".Y se destaca por su importancia la termoeléctrica (Manuel Belgrano) inaugurada en marzo de 2008.
También el Grupo Newsan se instalado en la ciudad de Campana con su planta de electrodomésticos ATMA, la planta, demandó una inversión final de 110 millones de pesos, cuenta con 6 líneas de producción y una moderna línea de inyección de plástico con 20 máquinas de primer nivel; y ha permitido la incorporación de más de 300 nuevos puestos de trabajo, Actualmente cerca del 90% de la línea de ensamblaje es ocupada por personal femenino, lo cual ha generado un impacto muy positivo en la zona, ya que al ser un polo de industrias pesadas, las mujeres se encontraban con limitaciones en materia de inserción laboral.

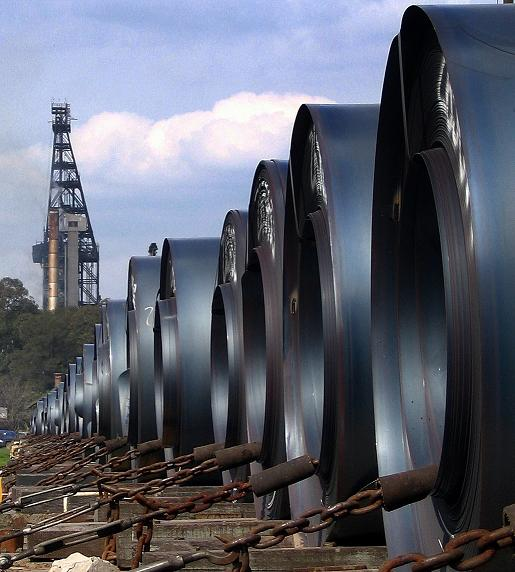
Láminas de acero.

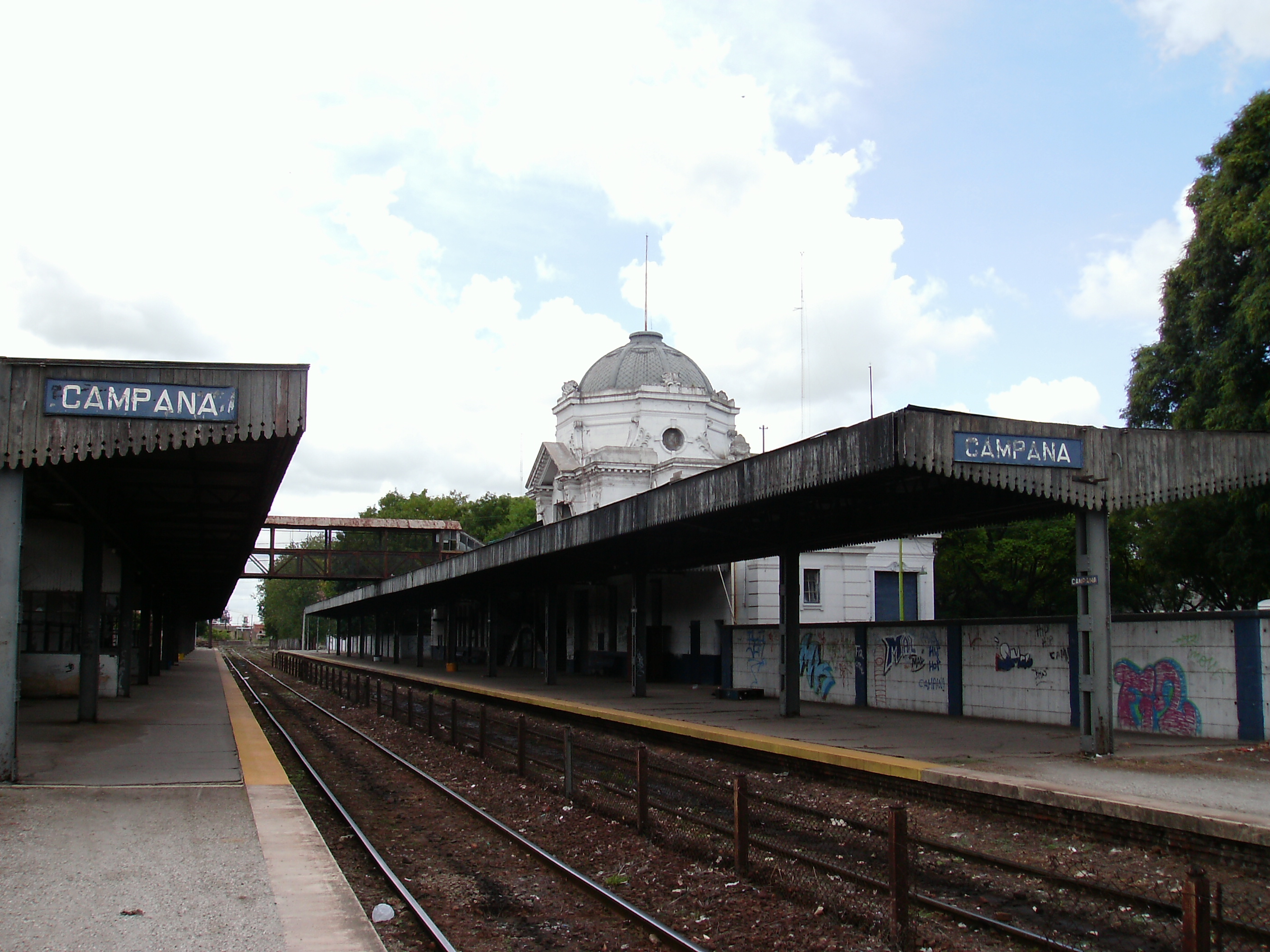
Estación Campana.

## Puerto
Posee un puerto con un grado de operatividad con una gran proyección comercial desde y hacia otros importantes puertos argentinos, de Europa y el Mercosur. El movimiento anual de mercaderías es de aproximadamente 6 millones de toneladas. Los principales productos que comercializa son petróleo crudo, mineral de hierro y últimamente embarques de cítricos con destino a Europa. El cabotaje consigna 1700 entradas por año y regularmente algo más de 60 buques de ultramar.

## Primer automóvil argentino
A principios del siglo XX, entre 1903 y 1907, se construyó en Campana el prototipo del que sería el primer automóvil argentino.
Su autor, el inmigrante español Manuel Iglesias, lo construyó tornillo a tornillo y engranaje con muy pocas herramientas y una gran paciencia, logrando su objetivo en forma puramente artesanal, con sus propias manos.
Manuel Iglesias, nació en Carbia, Pontevedra, el 22 de enero de 1870 y con 14 años emigró a la Argentina, probando diversos oficios, hasta que ingresó al ferrocarril, donde despertó su interés por la mecánica, al observar las máquinas a vapor.
Sus inquietudes lo llevan a leer los pocos libros que encontró sobre el tema, para construir un torno rudimentario, con el que maquinó algunas piezas del automóvil.
Tuvo todo tipo de problemas que debió enfrentar y resolver para terminar la construcción del automóvil, hasta que la recompensa llegó una tarde de 1907, cuando un “monstruo mecánico”, sorprendió a los tranquilos habitantes de Campana, al recorrer las polvorientas calles de principios del siglo XX, a una velocidad de 12 km por hora.
El vehículo fue construido dentro de su propia casa de la calle Colón y, para poder sacarlo, tuvo que solicitar ayuda a su vecino don Francisco Castronuovo, quién accedió a derribar parte de un tapial para poder lograrlo.
Con el correr del tiempo el prototipo artesanal que durante la primera década del siglo pasado deslumbraba a los campanenses, fue quedando en el olvido, hasta que terminó sus días en un gallinero.

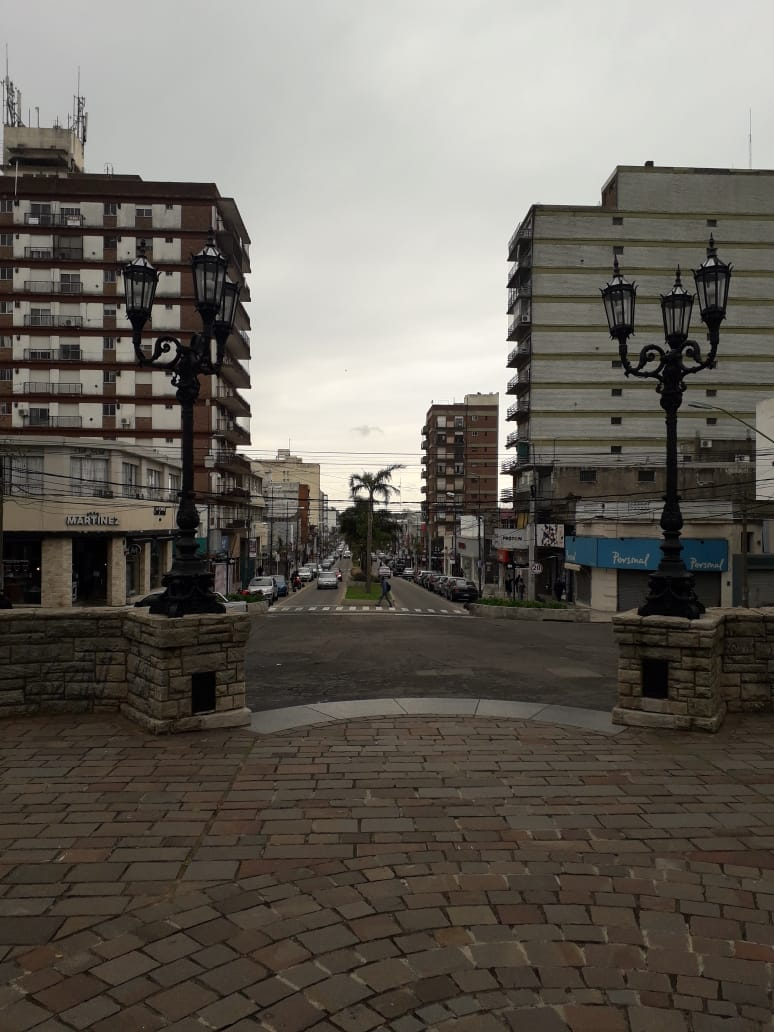
Avenida A. Rocca

Años más tarde, el vehículo fue rescatado por el hijo del constructor, Juan Carlos Iglesias, quien lo reacondicionó y lo puso en marcha, sorprendiendo a todos. Y la sorpresa continúa hoy cuando luego de haber pasado por el Museo del Automóvil “Juan Manuel Fangio”, de Balcarce, continúa haciéndolo en Campana, al desfilar en algunos actos, en los que muestra su vitalidad de 100 años.

## Deportes

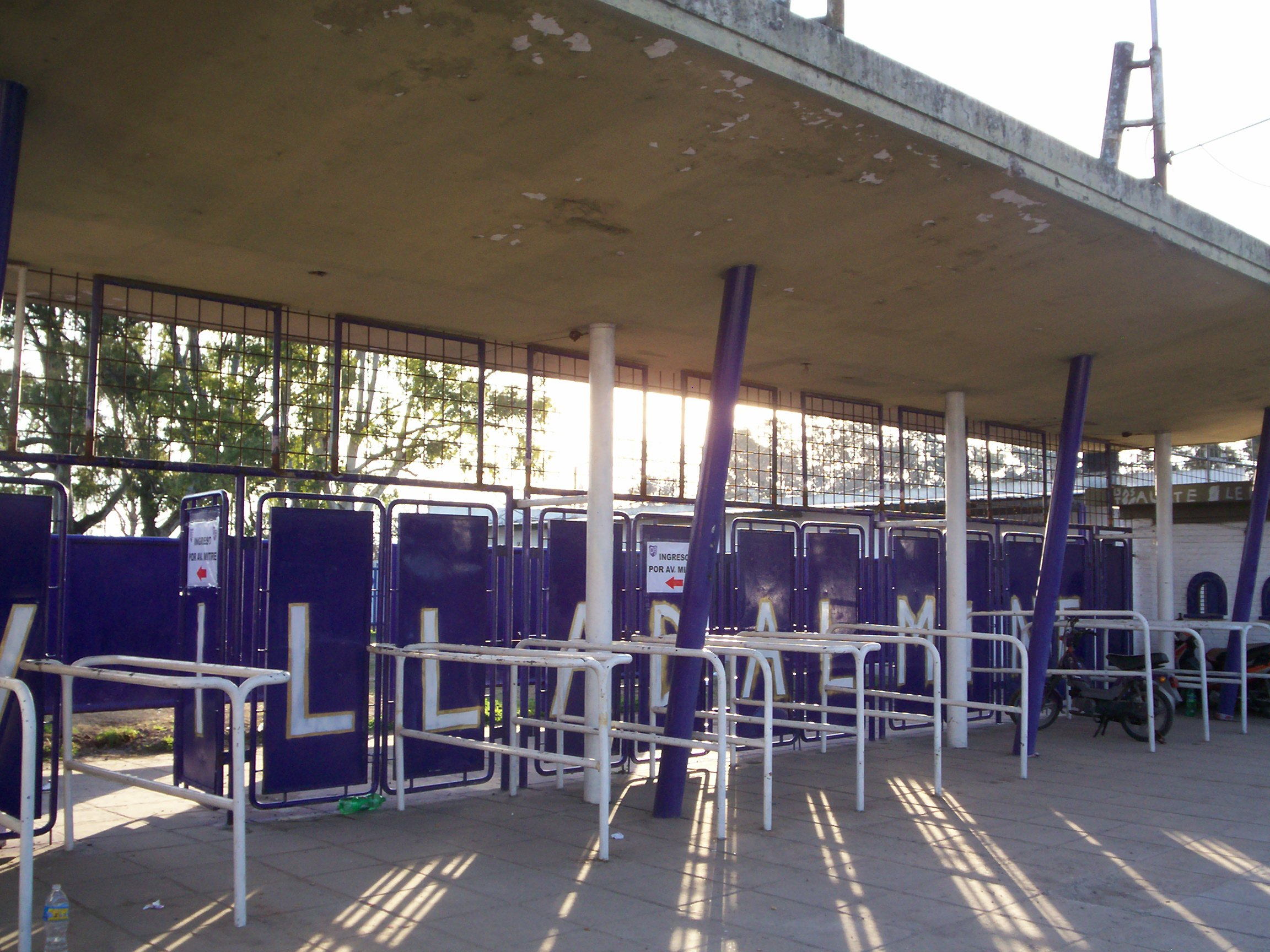
Acceso al estadio de Villa Dálmine (Campana).

### Fútbol
Los clubes campanenses que más destacan en el fútbol son Villa Dálmine, que milita en la tercera categoría del fútbol argentino, y Puerto Nuevo que milita en la cuarta categoría del fútbol argentino. Además se disputa el campeonato de la Liga Campanense de Fútbol.

### Baloncesto
La actividad del básquetbol en la ciudad está representada por el Campana Boat Club y el Club Ciudad de Campana, ambos participantes del torneo de la división "A" de la Asociación de Básquetbol Zárate-Campana.

### Hockey sobre césped
El principal club de esta especialidad es el Campana Boat Club afiliado a la Asociación Amateur de Hockey de Buenos Aires que participa en la reubicación E/F en Damas y en división B2 en Caballeros. El Club Ciudad de Campana participa también en el torneo metropolitano. En la F3

### Balonmano
La actividad de este deporte se desarrolla en el Campana Boat Club.

### Remo
El Campana Boat Club es el exponente de esta actividad que ha dado a este deporte Campeones Mundiales y representantes olímpicos como Sergio Fernández y Juan Cruz Fernández.

### Rugby
Este deporte se practica en el Club Ciudad de Campana que participa en el torneo de tercera división de la URBA.

### Atletismo
En el Club Ciudad de Campana, esta actividad cosechó grandes resultados como ser elegida como uno de los centros del Programa Semilleros Deportivos Bs. As. La Provincia, gracias a este nombramiento se realizaron clínicas de perfeccionamiento con atletas y entrenadores reconocidos en el país y en el mundo de este deporte, también se practica en el Club Ciudad de Campana así como también en algunas Escuelas Deportivas Municipales.

### Ajedrez
Club Independiente, Club América y Soc. de Fomento San Jacinto.

### Tenis
Campana Boat Club, Club Ciudad de Campana,  Club Ariel del Plata y Zona Tenis

### Voleibol
El Club Ciudad de Campana participa del torneo de primera división de la Federación Metropolitana de Vóley tanto en Caballeros como en Damas.

### Gimnasia artística
El club Ciudad de Campana participa de los Torneos organizados por la Federación Metropolitana de Gimnasia Artística, de los Torneos Deportivos organizados por la Secretaría de Deportes de la provincia de Buenos Aires y en encuentros por diferentes ciudades del país.

### Pelota paleta
El principal escenario de este deporte es el Independiente Athletic Club. También existe un trinquete en el Campana Boat Club.

### Pesas y levantamiento olímpico
Se practica en el Club Ciudad de Campana.

### Escuelas municipales de deportes
La Dirección de Deportes, dependiente de la Secretaría de Desarrollo Social del municipio mantiene escuelas de deportes descentralizadas que se ocupan de varias disciplinas: Atletismo, fútbol, gimnasia deportiva, patín, etc.

### Karate
Se practica en el Karate Dojo Campana de dicha ciudad, con 30 años de trayectoria ininterrumpidos , es el máximo exponente de esta actividad en Campana, habiendo participado de varios campeonatos mundiales en Okinawa (Japón) con alumnos de dicha institución y alcanzado subcampeonatos mundiales, terceros puestos y diplomas de honor en varias oportunidades en tierras niponas.
Daniela Bustos, atleta de dicha institución, se coronó subcampeona Mundial de Karate en la disciplina Kata (modalidad Olímpica) en la categoría adultos femenino del Campeonato Mundial de Karate 2022, que se llevó a cabo en Okinawa (Japón).

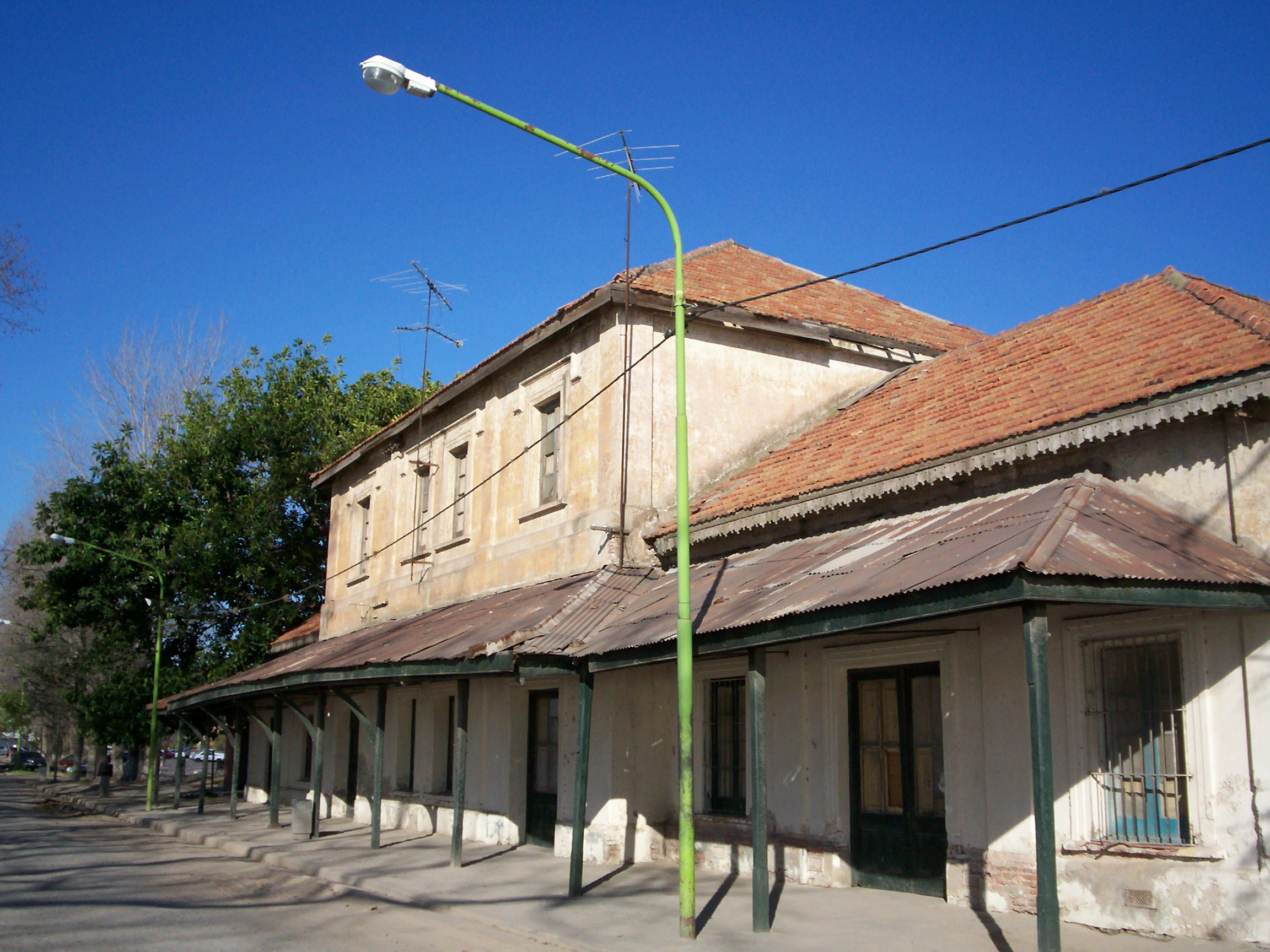
Estación Campana Vieja (Ferrocarril Mitre), donde funciona el Museo Ferroviario.

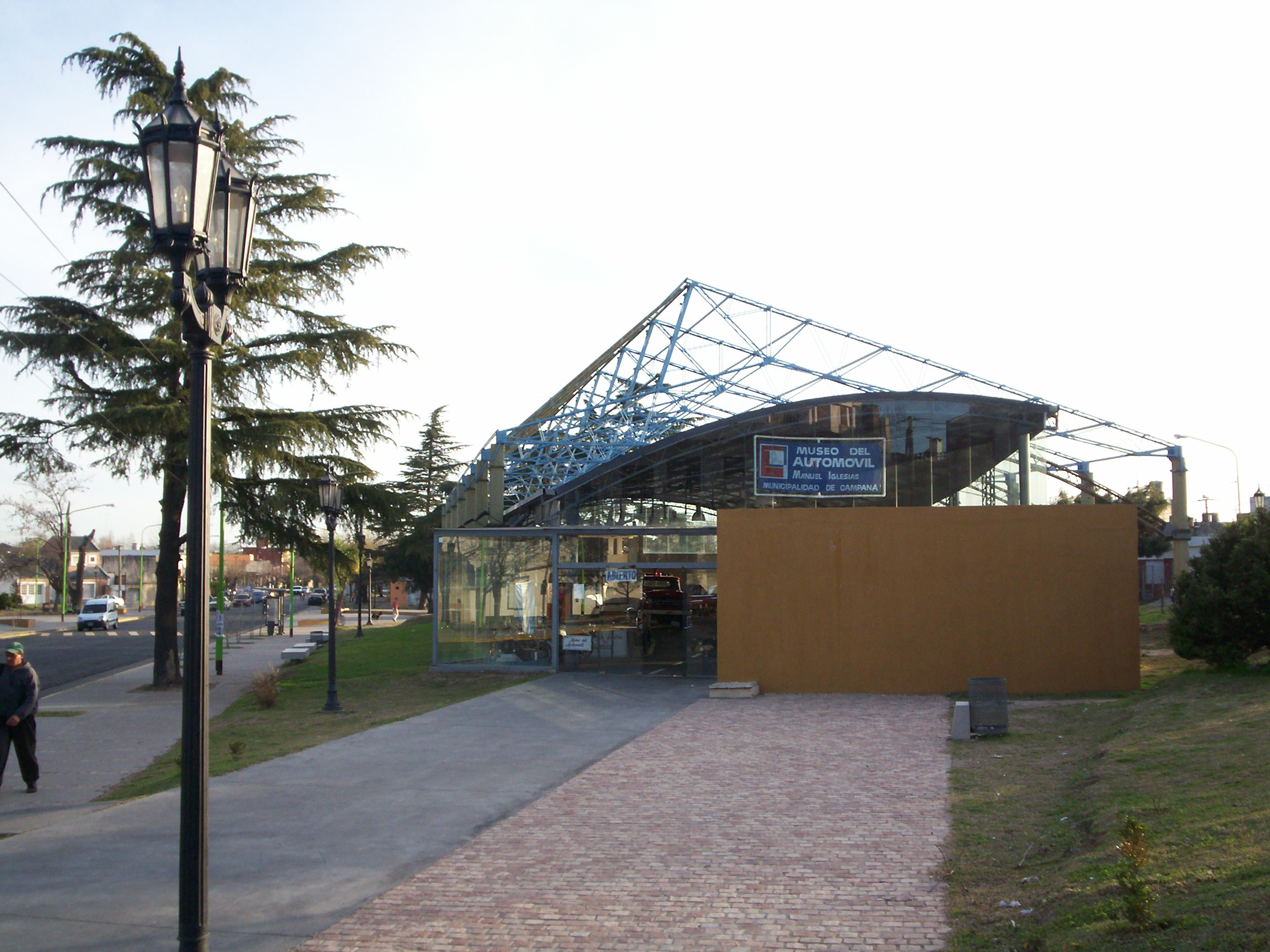
Museo del Automóvil (Campana).

## Turismo y cultura

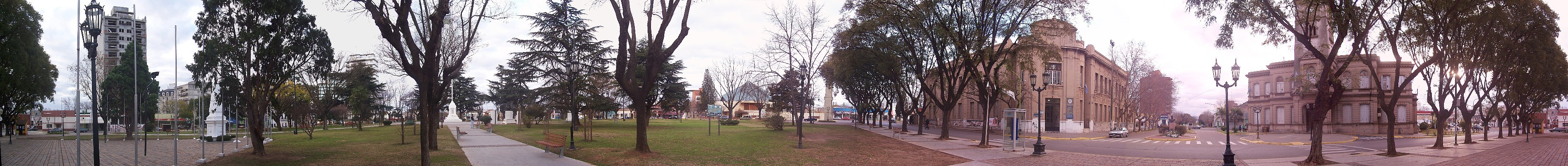
Panorama de plaza Eduardo Costa Campana, Argentina.

- Museo Municipal del Automóvil: Museo que muestra la obra de Manuel Iglesias, creador del primer Automóvil argentino, creación realizada entre 1903 y 1907.
- Casa de los Costa: antigua mansión de los fundadores de Campana, Luis y Eduardo Costa. Se concluyó en la segunda década del siglo XX. Actualmente desaparecida por derrumbe
- Paseo de la Costanera de Campana sobre el río Paraná de las Palmas
- Estación Campana
- Museo Ferroviario
- Biblioteca Municipal
- Biblioteca Popular Pilar Álvarez de Traverso
- Universidad Tecnológica Nacional
- Universidad Nacional de Luján
- Escuela Técnica Roberto Rocca[18]
- Parque nacional Ciervo de los Pantanos
- Catedral Santa Florentina (enlace roto disponible en Internet Archive; véase el historial, la primera versión y la última).  (enlace roto disponible en Internet Archive; véase el historial, la primera versión y la última).
- Alianza Francesa de Campana

## Ciudades hermanadas
- Zárate, provincia de Buenos Aires, Argentina[cita requerida]
- Vila de Cruces, Galicia[19]